# Politička korektnost
Politička korektnost (pridevski oblik: politički korektno) prema definiciji The American Heritage Dictionary of the English Language predstavlja izbegavanje izraza ili postupaka koji mogu izgledati kao da njima hoće da se izopšte, marginalizuju ili uvrede ljudi koji su socijalno ugroženi ili diskriminisani. Politička korektnost podržava, ili je povezana, sa političkim i obrazovnim promenama, naročito u ispravljanju istorijskih nepravdi vezanih za rasu, klasu, pol i seksualnu orijentaciju. Merriam-Webster Online Dictionary navodi da je izraz politički korektan u skladu s uverenjem da jezik i dela koja mogu da uvrede političke senzibilitete (kao u slučaju pola ili rase) treba da budu eliminisani. Autor Geri Martin smatra da je teško raspravljati o značenju i poreklu izraza, a da se pritom izbegava iznošenje političkog mišljenja. Po njemu, upotreba, ili sama definicija političke korektnosti kako je vide levi liberali nailazi na veliko osporavanje onih koji imaju drugačije političke poglede (pa čak i samih liberala). Neki smatraju termin politički korektno pejorativnim zato što prikazuje politički stav kome se oni protive kao korektan.
Izraz politička korektnost (politički korektan) se koristi da opiše jezik, politike ili mere koje su namenjene da izbegnu nedostatak članova određenih grupa u društvu. Od kasnih 1980-tih, termin se odnosi na izbegavanje jezika ili ponašanja koja se može smatrati isključivim, marginalizacija ili uvredljiva grupa koje su smatrane prikrivenim ili diskriminisanim, ili posebne grupe koje su definisane po polu ili rasi. U javnom diskursu i medijima, ona se obično koristi kao pogrdna, što znači da je prekomerna, savremena upotreba termina nastala iz konzervativne kritike nove levice u kasnom 20. veku. Fraza je široko korišćena u debate o Alan Blumovoj 1987. u knjizi “Zatvaranje američkog uma” i stekao je dodatne valute, kao i odgovore o Rodžeru Kimbalu da je redovni radikal (1990). Konzervativni autor Dineš D. Souza je u knjizi "Neliberalno obrazovanje" (1991) osudio ono što je video kao liberalne napore i unapređivanje samo viktimizacije i multikulturalizma u jeziku, afirmativne akcije i promene u sadržaju školskog i univerzitetskog plana i programa. To je takođe bio predmet članka u Njujork tajmsu i drugima 1990-tih.
Komentari političke levice tvrde da konzervativci koriste pojam političke korektnosti da umanje i skrenu pažnju sa suštinski diskriminatorno ponašanje prema ugroženim grupama. Oni takođe tvrde da političko pravo sprovodi svoje oblike političke korektnosti da bi suzbio svoje favorizovanje izabranih jedinica i ideologija. Termin je igrao glavnu ulogu u kulturi rata SAD-a između liberala i konzervativaca.

## Istorija
Termin „politička korektnost“ je retko korišćen sve do druge polovine 20 veka. Ova ranija upotreba nije komunicirala društvenom neslaganju i obično podrazumeva u novijoj upotrebi 1793. godine. Termin „politička korektnost“ pojavila se u SAD-u u presudi suda za političku tužbu. Termin se koristi i u drugim zemljama sa engleskim jezikom u 1800. godini.
Vilijam Safir navodi da je prva zabeležena upotreba termina u tipičnom modernom smislu od Toni Kejd Bambara u 1970 g. antalogije „Crna žena“. Termin je verovatno ušao u upotrebu u Velikoj Britaniji oko 1975. godine.

### Početak i sredina 20. veka
Početkom i sredinom 20. veka, izraz „politički korektan“ bio je korišćen da opiše striktno ponašanje 3 niza idealnih dogmi.
Godine 1934, Njujork tajms je objavio da Nacistička Nemačka je uvela dozvole za zabranu izveštaja koji nisu politički korektni.
Kao marksističko-lenjinistički pokreti dobili su političku moć, izraz je bio povezan sa optužbama za dogmatičku primenu doktrine, u debatama između Američkih komunista i Američkih socijalista, ova upotreba se odnosila na linije komunističke partije koja je u očima socijalista pružala „tačne“ stavove u svim političkim pitanjima. Prema američkom predavaču Herbert Kolu, pisao je o raspravama u Njujorku krajem 1940-ih i ranih 1950-ih.
Termin „politički korektan“ se upotrebljava nasilnički, i odnosi se na nekoga čija je odanost CP linije preovladava saosećajne i dovelo je do loše politike. Socijalisti su ga koristili protiv komunista, i trebalo je da odvoji socijaliste koji veruju u egalitarne moralne ideje od dogmatskih komunista koji bi zastupali i branili partijske pozicije bez obzira na njihovu moralnu supstancu.

###### 1970-te
Američka Nova levica počela je da koristi termin „politički korektan”. U eseju „Crna žena”:Antologija (1970), Toni Kejd Bambarski kaze da „čovek ne može da bude,, politički korektan (muški) šovinista. Nakon toga izraz se često koristi kao samokritični satir Debra L. Sulc je rekao da tokom 1970-ih i 1980-ih, Nova levica, feministkinje, i naprednjaci…. Koristili su ironično termin „politička korektnost, kao čuvar protiv svoje sopstvene ortodoksije u naporima društvenih promena. PC se koristi u stripu Metonovog pokreta od Bobi Londona čiji je ideološki zvuk sledio pojam u stripu Barta Dickona.
U svom eseju ka feminističkoj revoluciji Elen Nils kaže: U Ranim osamdesetim kada su feministkinje koristile termin politička korektnost, sarkastično se na napore za borbu odnosi na anti-pornografske pokrete da se definiše „feministička seksualnost”. Stjuart Hol navodi jedan od načina na koji se originalna upotreba izraza može razviti u modernu: Prema jednoj verziji, politička korektnost je zapravo počela kao šala od strane levica; Radikalni student u američkim domovima koji su ironično reagovali loše u starim danima.BS(pre šezdesetih), kada je svaka revolucionarna grupa imala zabavu u svemu. Oni bi se bavili nekim očajnim primerima seksističkim ili rasističkim ponašanjima svojih kolega studenata imitacija tona glasa crvene garde ili komesara kulturne revolucije: „Ne baš politički korektan; druže”.

###### 1980-te I 1990-te
Alan Blomova knjiga „Zatvaranje američkog uma” iz 1980 god. predvideo je raspravu o „političkoj korektnosti” u američkom visokom obrazovanju 1980-ih i 1990-ih. Profesor engleskih književnih kulturnih studija na CMU.Džefrej J. Viliam napisao je da „napad na…političku korektnost” koja se probudila tokom ranijih godina, dobila je najbolje delo sa Blumovim zatvaranjem američkog uma”. Prema Z. F. Grimsonu, Blumova knjiga “napala je fakultet za političku korektnost”. Profesor socijalnog rada u CSU Toni Plat kaže da je “Kampanju protiv političke korektnosti”pokrenula je Blumova knjiga iz 1987 godine.
U oktobru 1987 godine, članak Njujork tajmsa od Ricarda Bernsteina se zasniva popularizaciji tog pojma. U ovom trenutku izraz je uglavnom korišćen u akademskim krugovima: Širom zemlje termin PC, kako se obično skraćuje se čuje sve više u debatama o tome šta treba učiti na univerzitetima. Citati iz Neksisa u „ arc news/curwes” otkrivaju samo 70 citata u člancima „Političke korektnosti” za 1990 ali godinu dana kasnije, Neksis snima 1532 citata, sa stalnim porastom na više od 7000 citata do 1994 godine. U maju 1991 godine Njujork tajms je objavio članak po kome se izraz sve više koristi na širem javnom prostoru,,Ono što se naziva „Politička korektnost”, izraz koji je počeo da dobija značaj na početku školske godine prošle jeseni, proširila se u poslednjih nekoliko meseci i postala je fokus nacionalne debate, uglavnom komunista, ali i u većim područjima američkog života-politička korektnost: „Novi apeks test.?” -Robert D.Markfaden.
Prethodno nejasan termin krajnje levice postao je zajednički izraz u leksikonu konzervativnih društvenih i političkih izazova protiv progresivnih nastavnih metoda i promena nastavnog plana i programa u srednjim školama i univerzitetima u SAD. Političko ponašanje i govor kodova koji govornik ili pisac smatra kao nametanje liberalnog pravoslavlja, opisani su i kritikovani kao „politički korektni”. U maju 1991 godine na ceremoniji početka diplomskog razreda univerziteta u Mičigenu, tadašnji predsednik Džon Buš upotrebio je izraz u svom govoru: Pojam politička korektnost je izazvao kontraverzu širom zemlje. Iako je pokret proizilazi iz hvalisane želje da se uklone ostaci rasizma i seksizma i mržnje, on zamenjuje stare predrasude sa novim. Objavljuje određene teme izvan granica pa čak i određene gestove koji su van granica.
Nakon 1991 godina njegova upotreba kao pogrdna fraza postavila je rasprostranjena među konzervativcima u SAD-u. Postao je ključni pojam koji obuhvata konzervativnu zabrinutost o levici u kulturi i političkoj debati u širem smislu, kao i u akademskim krugovima.
Dva članka o ovoj temi krajem 1990 godine u Forbesu i Newsweek su u svojim naslovima koristili pojam „Misli policije” u svojim naslovima a to je tona nove upotrebe, ali je [Dinesh D. Souza] neliberalno obrazovanje: Politika rase i seksa u kampusu (1991) je zabranila maštu štampe. D. Souza je koristio sličnu kritičku terminologiju za niz politika oko viktimizacije, podržavajući multikulturalizam kroz afrimativne akcije, sankcije protiv antimanjinskog govora mržnje, i revizije nastavnih planova, programa (ponekad se nazivaju “razbijanje kanona”) Ovi trendovi su delimično odgovor na multikulturalizam i uspon političkog identiteta kao sto su feminizam, pokreti homoseksualaca, pokreti etničkih manjina dobio je sredstva od konzervativnih fondacija i ekspertskih kao što je fondacija Johana M. Olina koja je finansirala nekoliko knjiga kao što su od D. Seuza. Herbert Kel je 1992 godine je komentarisao veliki broj neokonzervativaca koji su promovisali upotrebu termina “politička korektnost” početkom 1990-ih, to su bili bivši članovi komunističke partije. I kao rezultat toga je upoznat sa marksističkom upotrebom izraza, on je tvrdio da su time imali nameru “insinuiraju da su egalitarističke demokratske ideje zapravo autoritarne, pravoslavni i komunistički uticaj, kada se suprotstave ljudskim pravima da budu rasisti, seksisitični i homofobični.
Tokom 1990-ih, konzervativni i desničarski političari i govornici usvojili su frazu deskiptora svojih ideoloških neprijatelja posebno u kontekstu kulture ratova o jeziku i sadržaju nastavnog plana i programa u školama. Rodžer Kimbal u redovima radikala podržao je stav Frederika Krevsa, da se PS najbolje opisuje kao “Levi Elektizam”, a termin koji Kimbal definiše se kao “bilo koji od širokog spektra razmišljanja od strukturalizma i poststrukturalizma, dekonstrukcije i analitičara za feminističkim homoseksualnim, crnim i očigledno drugim političkim oblicima kritike. Jan Narveson je napisao da je ta faza rođena da živi između zastrašujućih citata: ona sugeriše da su operativni razlozi u toj oblasti tiču se samo političkog, da upadaju u istinske razloge principa zbog kojih bi trebalo da se ponašamo…. Glen Lori opisao je situaciju u 1994 godini, kao situaciji kojoj “moć i autoritet akademskoj zajednici osporavaju partije sa ove strane, po top pitanju, jeste da kontrolišu svoje argumente od potencijalnih “prijatelja” i “neprijatelja” .
Borci sa leve i desne strane pokušavaju proceniti da li je pisac “za njih” ili “protiv njih”.
Liberalni komentatori tvrde da su konzervativci i reakcionari koji su koristili taj izraz uložili su napore da preusmere političku diskusiju dalje od suštinskih pitanja rešenja društvene diskriminacije kao što je rešenje socijalne klase, pol i zakonska nejednakost-protiv ljudi koje konzervativci ne smatraju kao deo društvene grupe. Komentarišući 2001 godinu, jedan britanski novinar Poli Tajnbi, rekao je “izraz je prazan, desno krilo, dizajnirao je samo da bi podiglo svog korisnika”,: u 2010 godini “Izraz politička korektnost rođena je kao kodiran naslov za sve one koji još uvek žele da kažu Paki, spastički ili peder. Jedan britanski novinar, Vil Haton je 2001 godine napisao: Politička korektnost je jedan od sjajnih alata koje američko pravo razvilo sredinom 1980-ih godina prošlog veka, kao deo rušenja američkog liberalizma. Šta je najoštrije razmišljanje u američkom pravu brzo je shvatio da to što je proglašenjem rata na kulturnim manifestacijama liberalizma-izjednačujući optužbu za “političku korektnost” protiv svojih eksponata oni bi mogli da diskredituju ceo politički projekat.
- “Reči su stvarno važne, gospodine Blunket”, - Vil Haton 2001 godina.

###### Mediji
U Sjedinjenim Američkim Državama, izraz se naširoko koristi u knjigama i literaturi, ali u Britaniji se koristi uglavnom u poznatim novinama. Mnogi autori i mediji oslanjajući se uglavnom na prava koriste izraz da kritikuju ono sto su videli kao nekorektnost u medijima. Villiam McGowan je raspravljao da novinari uzimaju pogrešne priče ili ignorišu priče vredne za naslovnicu. Zbog toga što McGowan uočava da njihove liberalne ideologije i njihov strah ide do toga da ne uvrede minorne grupe.. Robert Novak u svom eseju „Politička korektnost nema mesta u novinama“, koristi kao izraz da okrivi novine za adaptiranje jezika koriste politiku i on misli da izbegavaju pojavu nekorektnosti. On raspravlja da politička korektnost u jeziku ne samo da uništava značenje nego takođe ponižava ljude, za koje se misli da treba da budu zaštićeni. Autor David Sloan i Emili Hoff tvrde da u Americi novinari odbacuju zabrinutost zbog političke korektnosti u novinama, izjednačavaju političku korektnost sa starom liberalnom medijskom pristrasnošću.
Džesika Pinta i Džoi Jakubu upozoravaju protiv političke nekorektnosti u medijima i druge koristi, pisali su u žurnalu o edukaciji i socijalnom istraživanju: „jezička konstrukcija utiče na naš način razmišljanja negativno, mirna koegzistencija je zastrašujuća i socijalna stabilnost je ugrožena“. Naveo je kao primer „efekat političke nekorektnosti upotrebe jezika“ u nekim istorijskim događajima. On je posebno primetio konflikte u Severnoj Nigeriji, za koje su rekli da je to rezultat nesenzibilisanog jezika.

###### Edukacija
Većinu savremenih rasprava je izazvao konzervativne kritike liberalne edukacije i konzervativci su to koristili kao glavnu liniju napada. Univerzitet Pensilvanije, profesor Alan Kors i advokat Harvej A. Silerglate konektovali su govorne kodove na Američkim univerzitetima sa Filozofom Herbert Markuze. Oni su tvrdili da govor kodovima pravi „klimatsku represiju“ raspravljajući se da se ona bazira na marksističkoj logici. Jezički kod „mandat je redefinisao pojam o „slobodi“ bazirano na uverenjima da nametanje moralne norme na društvo je opravdano, pogled koji zahteva manji akcenat na prava individua a više na garanciji -istorijskih potlačenosti- osoba znači postizanje jednakih prava. Oni tvrde da naše kolege i univerziteti ne nude zaštitu poštenih pravila, jednakih prava i doslednih standarda do generacija koja pronalaze sebe na našim univerzitetima. Oni ohrabruju studente da podignu optužnicu za maltretiranje protiv onih čije mišljenje ili izrazi njih vređaju. Na skoro svakom koledžu ili univerzitetu studenti smatraju članove „ istorijski potlačenim grupama“ - pre svega, žene, crnci, homoseksualci i hipsanjolci su informisani tokom orijentacija da njihovi kampusi sa ilegalnim ili nedopustivim kršenjem njihovih prava ne budu uvređeni. Sudeći po ovim upozorenjima, postoje rasni i seksualni fanatici, pozajmili smo frazu od Mekartijevih kritika „ispod svakog kreveta“.
Kors i Silverglate kasnije su osnovali fondaciju ljudskih prava u obrazovanju (vatra), koja se bori protiv kršenja prava zbog procesa, posebno „govor kodova“. Slično a i zajedničko za konzervativne kritike od više edukacije u Sjedinjenim Američkim državama je da politički pogledi na fakultetima su mnogo više liberalni nego generalno u populaciji i takva situacija dovodi do atmosfere političke korektnosti.
Džesika Pinta i Džoi Jakubu pišu da politička korektnost je korisna u obrazovanju, i u časopisu za obrazovanje i društvenim istrzavanjima ništa nije važno u Engleskom kao sekundarni jezik i Engleski kao strani jezik u kontekstu gde je od velikog značaja da reakcija jezika može da proizvede kao deo kulture i socijalnog konteksta. Zabotikna (1989) kaže da politička korektnost nije samo bitno već i interesantno područje studija u Engleskom kao drugom jeziku ili Engleskom kao stranom jeziku u učionicama. To je zato što današnji jezik se koristi da bi u obavljanju različitih govornih akata koji izazivaju reakciju koja ubeđuje, podstiče, žalbe, osuđivanja i ne odobravanja.

###### Nauka
Grupe koje se protive prihvatanju naučnog pogleda o evoluciji, sa druge strane pušenje cigara, sida, globalno zagrevanje, i druga sporna politička pitanja koriste termin „politička korektnost“ da opišu njihov pogled kao neopravdano odbijanje njihove perspektive na ovaj problem od naučnog društva u kojoj osećaju da su korumpirani od liberalne politike. Na primer, u Lamarksovom potpisu kako retrogeni menjaju Darvinovu prirodnu selekciju paradigme (1999), kaže profesor Edvard J. Stil.
Mi sada stojimo na pragu onoga što bi bilo uzbudljivo u novoj eri genetičkih istraživanja......... Međutim „politička korektnost“ misli se na agende o neo-darvinistima iz 1990 su ideološki kontra od ideje Lamarkovog fidbeka, kao što je crkva bila protiv ideje evolucije bazirane na prirodnoj selekciji iz 1850!!

###### Konzervativna politička korektnost
,,Politička korektnost“ je tipično korišćena za liberalne uslove i radnje, ali ne i za jednake pokušaje da oblikuju jezik i ponašanje na pravi put. Međutim izraz „ desničarska politička korektnost“ je ponekad usvojena od komentatora, posebno kada se radi o poređenju. U 1995 godine jedan autor je koristio izraz „konzervativna korektnost“ raspravljajući o relaciji sa visokim obrazovanjem, koja kritikuje političku korektnost pokazuje znatiželjno slepilo kada dolazi do primera svih konzervativnih korektnosti najčešće u slučaju u potpunosti se ignoriše ili cenzuriše levica kao opravdano pozitivna vrlina. Uravnotežena perspektiva se izgubila, i svi su promašili činjenice da su ljudi na svim stranama ponekad cenzurisani.
U 2003 godini, pomfrit i prženice u tri SAD Predstavnička kafića kao odovor na francusko protivljenje predloženom invazijom na Irak; ovo je opisano kao zagađujuće što je već koncept političke korektnosti. U 2004 godini Australijski lider rada Mark Latham opisao je konzervativne pozive za pristojnost u politici kao nova politička korektnost.
U 2012 godini, Pol Krugman je napisao „Velika pretnja u našem diskursu je krilo desne političke korektnosti“ - za razliku od liberalne verzije-ima puno moći i novca iza pozadine. Cilj je vrsta stvari koje Orvel pokušava da prenese svojim novim govorom, to je nemoguće govoriti, a mogućnost je razmišljanja o idejama koje dovode u pitanje uspostavljeni poredak.
Nakon Mjakla Pensa u novembru 2016 i njegovog nastupa u Hamiltonu, predstavnički kandidat Tramp nazvao je maltretiranjem i pitao za sigurno mesto. Crissh Teigen je komentarisao da je to velika stvar i da njegovi glasači ismejavaju liberalu političku korektnost. Aleks Norvasteh sa Kato instituta definisao je svoju pravu verziju političke korektnosti kao „patriotsku korektnost“. Voks urednik Dara Lind ukratko je definisao kao „brend desničarske preosetljivosti koja je uređena uvredama Američkog ponosa i patriotizma (kao protesti protiv predsedničkog kandidata), kao i bilo koji fakultetski aktivisti koji dobijaju preko uvreda do različitosti“. Džim Geraghti iz nacionalnog pogleda odgovorio je Novrastehu navodeći da „ne postoji desničarska jednakost političke korektnosti“.

###### 2016 Američki predsednički izbori
U 2015 i 2016 godini, dovelo je do predsedničkih izbora u SAD-u 2016 godine, republikanski kandidat Donald Tramp koristi političku korektnost kao zajedničku tačku svoje retorike. Prema Trampu, Barak Obama i Hilari Klinton su bili spremni da dozvole običnim Amerikancima da pate zbog njihovog prvog prioriteta političke korektnosti. U koloni za Huffington Post, Eric Mink karakteriše Trampov koncept „političke korektnosti“.
Politička korektnost je konzervativna društvena sila u naciji sa konstitucionalnim garancijama slobode izražavanja, i to pokreće legitimna pitanja koja su vredna diskusije i debate. Ali Tramp to neradi. On nije buntovni govornik nepopularne istine o moći. On ne zastupa iskrenu diskusiju o dubokim spornim pitanjima. On nije taj da prkosi pravilima koji su postavljeni kod elite koje kontrolišu ono šta kažemo. Svi Trampovi inati su obična pristojnost. Nakon izbora 2016 godine, Los Angeles Times kolumnista Džesika Roj je napisala da je „politički korektnost“ je jedna od ključnih termina koji se koriste od strane američkih alt prava

###### Kao teorija zavere
Neki konzervativni komentatori na zapadu raspravljaju o tome da su politička korektnost i multikulturalizam deo zavere sa glavnim ciljem podrivanja jevrejsko-hrišćanskih vrednosti. Ova teorija, koja kaže da politička korektnost potiče od kritičke teorije Frankfurtske Škole kao deo zavere koju njeni zagovornici nazivaju Kulturni Marksizam, je kod akademika opšte poznata kao teorija zavere Frankfurtske Škole. Teorija je nastala sa esejom Majkla Miničina: Novo Mračno Doba: Frankfurtska Škola i Politička Korektnost, objavljenog u dnevniku pokreta Lindon Laruš. U 2001, konzervativni komentator Patrik Bjukanan je u  Smrt Zapada napisao  politička korektnost je kulturni Marksizam, i da  njen zaštitni znak je netolerancija.

###### Lažne optužbe
U Sjedinjenim Američkim državama, leve snage političke korektnosti bile su optuživane za cenzuru, sa Tajmom(časopis) koji citira kampanje protiv nasilja na televiziji doprinoseći mejnstrim kulturi koja je postala oprezna, čista, uplašena od sopstvene senke zbog budnog oka p.k. policije, iako po mišljenju Džona Vilsona protesti i bojkoti oglašivača usmerenih na tv emisije su obično organizovani od strane desničarskih verskih grupa koje vode kampanju protiv nasilja, seksa i prikazivanja homoseksualnosti na televiziji.
U Velikoj Britaniji, neke novine su objavile da su vrtici promenili pesmu za decu Baa Baa Crna Ovca u Baa Baa Ovce Boje Duge i da su zabranile originalnu verziju. Ali je kasnije objavljeno da su zapravo Roditelji i Deca Zajedno (RIDZ) promenili pesmu u akcionu rimu.... Oni pevaju srećna, tužna, skakutava, roze, plava, crna i bela ovca itd. Ova priča je dosta kružila i kasnije je bila proširena kako bi ukazala da se druge zabrane jezika odnose na termine  crna kafa i tabla.
Časopis Privatni Detektiv je objavio da su slične priče bile objavljivane u Britanskoj štampi od kada su ih novine Sunce prve objavile 1986.

###### Satirična upotreba
Politička korektnost je često satirizirana, na primer u PK Manifestu (1992) od Sola Džerušalmija i Rens Zbignjev eksa, i Politički Korektne Priče Za Laku Noć (1994) od Džejmsa Fin Garner, koje predstavljaju bajke prepisane iz preterane politički korektne perspektive. 1994 godine komedijski film PCU se ovrnuo na političku korektnost u studenskom naselju.
Ostali primeri uključuju televizijski program Politički Nekorektan, rutina eufemizma Džordža Karlina, i Politički Korektan Album. Popularnost crtanog filma Južni Park dovela je do nastanka pojma Republikanac Južnog Parka od Endrua Salivana, i kasnije knjige Konzervativci Južnog Parka od Brajana Si. Andersona. U svojoj 19. Sezoni (2015) Južni Park je predstavio novi lik PK Direktora, kojeg oličava princip, kako bi ismevao princip političke korektnosti.
Voditelj tv emisije Kolbertovi, izveštaji Stivena Kolberta je često satirično govorio o PK Policiji

###### Kanada
Grejham Gud akademik na Univerzitetu Britanske Kolumbije napisao je da je termin široko korišćen u debatama na univerzitetskom obrazovanju u Kanadi. Pišući o izveštaju iz 1995. o odeljenju Političkih Nauka na njegovom univerzitetu, zaključio je: Politička Korektnost je postala popularan izraz zato što izaziva neku vrstu samo-pravednosti i osuđujući ton kod nekih i obuzimajuću anksioznost kod drugih-koji, plašeći se da će možda učiniti nešto pogrešno, prilagođavaju svoje izraze lica, i prave pauze u govoru kako bi bili sigurni da neće reći nešto neprikladno. Atmosfera koju je ovo stvorilo na kampusima je u najmanju ruku isto toliko loša u Kanadi kao što je i u Americi.

###### Hong Kong
U Hong Kongu, kako se predaja iz 1997 bližila, veću kontrolu nad štampom vršili su I vlasnici I kineska država. Ovo je imalo direktan uticaj na izveštavanje o relativno osetljivim političkim pitanjima. Kineske vlasti su vršile pritisak na pojedine novine da zauzmu pro-Pekingški stav u vezi kontroverznih pitanja. Tung Chee- hwa njegovi politički savetnici i više birokrate su sve više povezivale svoje radnje I primedbe sa političkom korektnošću. Zhaoija Liu i Siu–kai Lau, pišući u prvoj Tung Chee hwa–ovoj administraciji: prvih pet godina specijalnog administrativnog regiona u Hong Kongu, rekli su Hong Kong je tradicionalno okarakterisan slobodom govora i slobodom štampe, ali da je nenamerna posledica naglašavanja političke korektnosti je da ograniči prostor za takvu slobodu izražavanja. je tradicionalno okarakterisan slobodom govora i slobodom štampe, ali da je nenamerna posledica naglašavanja političke korektnosti je da ograniči prostor za takvu slobodu izražavanja.

###### Novi Zeland
Na Novom Zelandu, kontroverze o Političkoj Korektnosti su isplivale tokom 1990-tih u vezi školskog programa socijalnih studija.

## Spoljašnje veze
{{#invoke:TitleReplace|convert wiki page name to latin|
- Tema nedelje: Politička korektnost, Politika

}}

### Unutrašnje veze
Njujork tajms
Donald Tramp
Feminizam